# 로베르토 시우초
로베르토 카를로스 시우초 네이라(스페인어: Roberto Carlos Siucho Neira, 1997년 2월 7일~)는 페루의 축구 선수로 포지션은 공격수, 윙어이다. 현재 페루 프리메라 디비시온의 우니베르시타리오 데 데포르테스에서 활동하고 있으며 2013년부터 2017년까지 페루 연령별 축구 국가대표팀에서 활동했다.
중국어 이름은 샤오타오타오(중국어 간체자: 萧涛涛, 정체자: 蕭濤濤, 병음: Xiāo Tāotāo, 한자음: 소도도)이며 2020년 페루에서 중화인민공화국으로 귀화하고 자신의 이름을 중국어식으로 개명했다. 그는 3년 뒤 중화인민공화국 국적을 포기하며 우니베르시타리오 데 데포르테스로 이적했고 페루 시민권과 스페인어 이름을 회복했다.

## 구단 경력
시우초는 2010년 페루의 축구단 우니베르시타리오 데 데포르테스의 유소년팀에 입단했고 2013년 7월 우니베르시타리오의 감독 앙헬 코미소에 의해 구단 1군으로 승격했다. 2013년 7월 14일 그는 16살의 나이에 우니베르시타리오와 레알 가르실라소가 0대 0으로 비긴 경기에서 프로 데뷔전을 가졌다. 다음 시즌에 그는 1군과 2군에 번갈아 출전하며 우니베르시타리오와 더 스트롱기스트가 3대 3으로 비긴 2014년 코파 리베르타도레스에 선발로 출전하며 대륙간 구단 대회 데뷔전을 가졌다.
2019년 1월 31일 시우초는 우니베르시타리오에서 중국 슈퍼리그의 광저우 에버그란데로 이적했고 당해 2월 시즌이 끝날 때까지 중국 갑급리그의 상하이 선신으로 임대되었다. 2020년 2월 14일, 그는 페루 시민권을 포기하고 중화인민공화국 시민권을 취득했고 자신의 이름을 중국어식 샤오타오타오(중국어 간체자: 萧涛涛, 정체자: 蕭濤濤, 병음: Xiāo Tāotāo, 한자음: 소도도)로 개명했다.
샤오타오타오는 2023년 중화인민공화국 시민권을 포기하고 친정팀 우니베르시타리오로 복귀했고, 페루 시민권을 회복하며 자신의 이름을 기존에 사용했던 '로베르토 시우초'로 변경했다. 그는 2023시즌 우니베르시타리오에서 1경기도 출전하지 못했고 2024년 1월 2024년이 끝날 때까지 알리안사 아틀레티코로 임대되었다.

## 국가대표팀 경력
시우초는 페루 U-17 축구 국가대표팀과 페루 U-20 축구 국가대표팀에 소집되어 2013년 남아메리카 U-17 축구 선수권 대회, 2015년 남아메리카 U-20 축구 선수권 대회, 2017년 남아메리카 U-20 축구 선수권 대회에 출전했다. 2018년 3월 그는 크로아티아 축구 국가대표팀과 아이슬란드 축구 국가대표팀과의 친선 경기에 출전하는 페루 축구 국가대표팀에 소집되었으나 두 경기에 모두 출전하지 않았다.

## 개인사
시우초의 할아버지는 중화민국 광둥성 다융전에서 태어나 이후 페루로 이민을 간 중국계 페루인이며 그의 부계성 '시우초(Siucho)'는 중국어식 성 '샤오(萧)'가 스페인어식으로 변화한 것이다. 그에게는 아나 시우초(스페인어: Ana Siucho)라는 자매가 있으며 그녀는 페루의 축구 선수 에디손 플로레스와 결혼했다.

## 수상 내역
우니베르시타리오 데 데포르테스
- 페루 프리메라 디비시온: 2013, 2023